# Tiffany Stratton
Jessica Lynn Woynilko (Prior Lake, Minnesota; 1 de mayo de 1999) es una luchadora profesional estadounidense. Actualmente trabaja para la empresa WWE, donde se presenta en la marca SmackDown bajo el nombre de Tiffany Stratton, además de ser la presente Campeona Femenina de WWE en su primer reinado. 
También destaca un reinado como Campeona Femenina de NXT, haber ganado el maletín Money in the Bank femenino en 2024 y haber canjeado su oportunidad el 3 de enero de 2025 en SmackDown, y así convirtiéndose en la actual Campeona Femenina de WWE. 

## Primeros años
Jessica Woynilko nació el 1 de mayo de 1999. Se graduó de la Universidad de Catherine en 2019. Practicó gimnasia durante varios años. Previo a su llegada a WWE, Woynilko empezó a entrenar lucha libre con el luchador veterano Greg Gagne, quien de acuerdo a ella le ayudó mucho en sus inicios dentro de este deporte y fue la razón por la cual logró triunfar en el mismo, comentando lo siguiente:

Me preparó para el éxito [antes] de venir a WWE. No me habría dado cuenta de lo rápido que lo hice si no fuera por él. Chocamos un par de veces. Soy una persona muy franca. Te diré cómo son las cosas. Si tengo un problema contigo, te lo haré saber. Greg también me lo devolvía. Él tampoco tenía miedo de decirme que me callará. Y creo que eso me ayudó. Él es un factor importante en el porque tengo tanto éxito».

## Carrera

### WWE

#### Inicios en NXT (2021-2022)
El 30 de agosto de 2021, Woynilko fue la única mujer anunciada en un nuevo grupo de reclutas que se unirían al WWE Performance Center para trabajar en WWE como luchadores profesionales. Durante las grabaciones de un episodio de 205 Live del 16 de noviembre, hizo su debut como luchadora con el nombre de Tiffany Stratton, derrotando a Amari Miller en un combate individual. El encuentro entre ambas fue transmitido el día 19 del mismo mes.
Tras el gran recibimiento de los fans por su personaje de «chica millonaria hija de papi» no tardaría en debutar en la marca de WWE NXT; a lo que el 28 de diciembre de 2021 derrotaría a Fallon Henley. Empezaría un feudo con Sarray la cual se costarían victorias mutuamente  dando así, un combate entre estas el 15 de marzo donde Stratton salió victoriosa terminando así este feudo. El 26 de mayo de 2022 Stratton formó parte del NXT Women's BreakOut Tournament reemplazando a Nikkita Lyons tras esta tener una lesión, derrotando en las semifinales a Fallon Henley. Sin embargo, fue derrotada en las finales por Roxanne Perez.

#### Campeona Femenina de NXT (2022-2023)
Luego de un tiempo fuera de acción debido a una lesión en la cabeza reportada en octubre de 2022, hizo su regreso el 10 de enero de 2023 durante el evento NXT: New Year's Evil, donde realizó una promo mostrando una actitud reafirmativa a su personaje de chica rica, aunque abandonó el concepto de «la niñita de papi» que era parte de su gimmick. En su primera lucha devuelta, marcó una victoria sobre Indi Hartwell en el episodio del 24 de enero de NXT. Luego de derrotar a Hartwell nuevamente, Stratton calificó a la lucha de escaleras por el Campeonato Femenino de NXT, misma que tomó lugar el 1 de abril en NXT Stand & Deliver, aunque no logró ganar la contienda, y por ende no obtuvo el título. En mayo, Stratton formó parte de un torneo eliminatorio de ocho mujeres, en el que derrotó a Gigi Dolin en los cuartos de final, a Roxanne Perez en las semifinales, y a Lyra Valkyria en las finales realizadas en NXT Battleground, para de esta manera ganar el Campeonato Femenino de NXT, siendo este su primer título en su carrera como luchadora, y en su pasó por WWE. Su victoria además la estableció como la superestrella femenina número cien en ganar un campeonato de la empresa. El 27 de junio en Gold Rush, Stratton defendió con éxito su título en su primera defensa contra Thea Hail. El 12 de septiembre en NXT perdió el título ante Becky Lynch. En No Mercy tuvo su revancha en un  Extreme Rules Match perdiendo de nuevo ante Lynch.

#### Miss Money in the Bank y Campeona Femenina de WWE (2024-presente)

Stratton con su maletín personalizado de Money in the Bank.

El 27 de enero de 2024, en Royal Rumble, Stratton ingresó al Royal Rumble femenino con la entrada número veintinueve, eliminando a Roxanne Perez, antes de ser eliminada por Bayley. En el episodio del 2 de febrero de SmackDown, se unió oficialmente a la antedicha marca y concretó su llegada al roster principal. Esa misma noche, derrotó a Michin. El 16 de febrero, venció a Zelina Vega para clasificar al Elimination Chamber femenino 2024 y competir por una oportunidad al Campeonato Mundial Femenino; sin embargo, en dicho evento no logró ganar.
El 6 de julio, Stratton logró ganar el maletín Money in the Bank femenino, derrotando a Iyo Sky, Chelsea Green, Lyra Valkyria, Naomi y Zoey Stark. En el episodio del 18 de noviembre de Raw, se unió al equipo de Nia Jax, Candice LeRae, Liv Morgan y Raquel Rodríguez para enfrentar a Rhea Ripley, Iyo Sky, Bianca Belair, Jade Cargill (después reemplazada por Bayley) y Naomi, el 30 de noviembre en un combate WarGames en Survivor Series: WarGames. En el evento, su equipo fue derrotado.
En el episodio del 3 de enero de 2025 de SmackDown, canjeó con éxito su maletín Money in the Bank contra la Campeona Femenina de WWE, Nia Jax, luego de que esta última lograra defender el título ante Naomi. De esta manera, ganó el campeonato por primera vez.

## Vida personal
Woynilko cita a Charlotte Flair como quien la inspiró a convertirse en luchadora profesional. Ella está en una relación con el luchador profesional alemán Marcel Barthel (conocido en WWE como Ludwig Kaiser) desde 2022.

## Campeonatos y logros
- Gimnasia Nacional

Stratton con el cinturón del WWE Women's Championship.

  - 2017 Elite Challenge, Colorado Springs, Colo. - 7th-TR (Open)
  - 2017 Winter Classic, Battle Creek, Mich. - 7th-DM
  - 2016 USA Gymnastics Championships, Providence, R.I. - 3rd-DM
  - 2016 USA Gymnastics Championships, Providence, R.I. - 7th-TR (Open)
  - 2016 Elite Challenge, Colorado Springs, Colo. - 4th-TR (Open); 5th-DM
  - 2016 Winter Classic, Battle Creek, Mich. - 2nd-DM (Open)

- WWE
  - WWE Women's Championship (1 vez, actual)
  - NXT Women's Championship (1 vez)
  - WWE Money in the Bank (1 vez, 2024)
  - Slammy Awards (1 vez)
    - Superestrella del año de NXT (2024)

- Pro Wrestling Illustrated
  - Situada en el Nº25 en el PWI Women's 250 en 2023.[31]
  - Situada en el Nº32 en el PWI Women's 250 en 2024.